# Outport
Outport bezeichnet eine abgelegene Küstengemeinde in der ostkanadischen Provinz Neufundland und Labrador.

## Allgemein

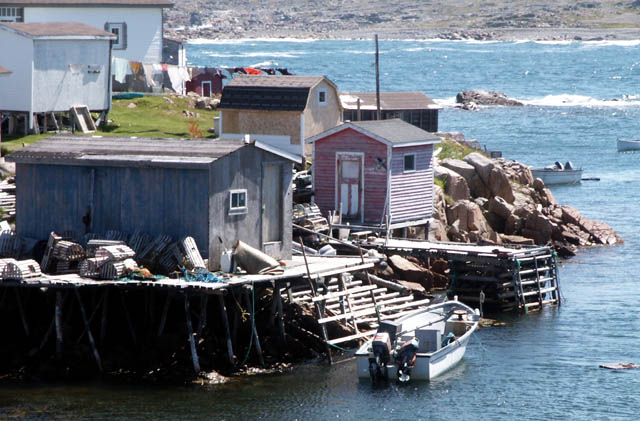
Fischerei-Outport

Outports gehören zu den ältesten europäischen Siedlungen in Kanada. Viele Outports wurden zwischen dem 16. und dem 19. Jahrhundert durch portugiesische, spanische, französische und englische Fischer und Walfänger besiedelt. Sie bestehen typischerweise aus anonymen Holzhäusern und Fischerhütten.
Durch Unzugänglichkeit und Fischereiverbote hält die Entvölkerung der Outports an, besonders wegen der Urbanisierung junger Menschen.

## Sonstiges
- 1969 erschien eine CBC-Radiodokumentation von dem kanadischen Pianisten Glenn Gould, mit dem Titel The Latecomers (engl. „Nachzügler“), die über Outports in Neufundland berichtete.
- Outport ist der Name eines SourceForge-Projekts zur Exportierung von Microsoft-Outlook-Daten.